# شهرستان میلکوفسکی
شهرستان میلکوفسکی (به لاتین: Milkovsky District) یک شهرستان در روسیه است که در سرزمین کامچاتکا واقع شده‌است.